# كارلوس ألفاريز
كارلوس ألفاريز (بالإنجليزية: Carlos Alvarez)‏ (12 نوفمبر 1990 بلوس أنجلوس في الولايات المتحدة - ) هو لاعب كرة قدم أمريكي في مركز الوسط. لعب مع كولورادو رابيدز ونادي شيفاز يو إس أي وتشارلوت إندبنتنس ونادي سان أنطونيو.

## روابط خارجية
- كارلوس ألفاريز على موقع الدوري الأمريكي (الإنجليزية)
- كارلوس ألفاريز على موقع قاعدة بيانات كرة القدم.إي يو (الإنجليزية)
- كارلوس ألفاريز على موقع عالم كرة القدم.نت (الإنجليزية)
- كارلوس ألفاريز على موقع AS.com (الإسبانية)